# シカゴ大学ロー・スクール
シカゴ大学ロー・スクール（University of Chicago Law School）は、イリノイ州シカゴ市にあるシカゴ大学のロー・スクールである。ハーバード大学、イェール大学、スタンフォード大学、ニューヨーク大学、コロンビア大学と共に全米トップクラスのロースクール（法科大学院）として名高い。

## 概要
ジョン・ロックフェラーを始めとした実業家が行った寄付により、1902年に設立。T14 (学校)を構成するアメリカ合衆国の法科大学院。バラク・オバマ大統領が長年憲法学を教えた他、リチャード・ポズナー、ロナルド・コース、ゲーリー・ベッカーなどの法と経済学の教員も多数在籍した。USニューズ&ワールド・レポートのロー・スクールランキングでは全米第3位。

## 合格率
J.D.プログラムへの入学は非常に競争率が高く、2021年ではロースクールは6,514人の出願者のうち175人が入学許可を得られた。全体の合格率は11.91％であった。2024年の入学生は、LSATの25％台と75％台がそれぞれ169と175で、中央値は172。25番目と75番目の学部のGPAのパーセンタイルは、それぞれ3.82と3.98で、3.91の中央値だった。（アメリカ合衆国における大学には一部限定された範囲で法律を中心に教育する学部はあるものの、日本の法学部に相当する課程は存在せず、したがって、ロー・スクールのJ.D.プログラムは学部GPAをもとに入学審査を行なっている。）
LL.M.プログラムへの入学も競争率が高く、2020年、ロースクールは80の定員に対して約1,000の応募があったと報告している。

## 学長
- ジョセフ・ヘンリー・ビール（1902-1904年）
- ジェームズ・パーカー・ホール（1904-1928年）
- ハリー・A・ビグロー（1929-1939年）
- ウィルバーG. カッツ（1939-1950）
- エドワード・H・レヴィ（1950-1962年）
- フィル・C ニール（1963-1975）
- ノーバル・モリス（1975-1979年）
- ゲルハルト・キャスパー（1979-1987年）
- ジェフリー・R・ストーン（1987-1993年）
- ダグラス・ベアード（1994-1999年）
- ダニエル・フィッシェル（1999-2001年）
- ソール・レヴモア（2001-2009年）
- マイケル・H．シィル（2010-2015年）
- トーマス・J・マイルズ（2015-）